# Friedrich Ludwig von Stechow
Friedrich Ludwig von Stechow (* 2. April 1771 in Seehausen; † 19. Januar 1839 in Kotzen) war ein preußischer Oberst und Träger des Ordens Pour le Mérite.

## Leben und familiärer Hintergrund
Friedrich Ludwig Wilhelm von Stechow war der Sohn des preußischen Oberst im Leibkürassier-Regiment Arend Friedrich von Stechow (1720–1782), Herr auf Kotzen und Stechow II, und der Dorothea, geb. Hildbrandt (1752–1811). Seit dem 7. Juni 1800 war er mit Karoline von der Reck (1772–1835) verheiratet.

## Militärische Laufbahn
Friedrich Ludwig von Stechow trat als Offiziersbewerber in die Preußische Armee ein. Er nahm am Feldzug der Koalitionsarmee gegen die Truppen des revolutionären Frankreich teil und zeichnete sich im Gefecht vom 2./3. Juli 1794 bei Trippstadt besonders aus. Er wurde deshalb von Generalfeldmarschall Wichard von Möllendorf dem König Friedrich Wilhelm II. erfolgreich zur Auszeichnung mit dem Orden Pour le Mérite vorgeschlagen.
Friedrich Ludwig von Stechow diente weiter in der preußischen Armee und brachte es bis zum Dienstrang eines Oberst. Nach seiner Dienstzeit bewirtschaftete er seine ererbten Güter Kotzen, Rhinsmühlen und Stechow II im Westhavelland.